# Наблус
Наблус (на иврит: שְׁכֶם‎ /Шхем/, на латински: Flavia Neapolis /Флавия Неаполис/, на арабски: نابلس‎‎, Набулус) е втори по големина град в Западния бряг на река Йордан в Палестинската автономия. Населението на града е 134 116 души (2006).

## Население
Населението на града е 134 116 души (2006), по-голямата част от които мъже: 50 945 (50,92 %), жените са: 49 089 (49,07 %) (1997). Приблизително половината от населението са под 20-годишна възраст, 28,4 % под 10 години, 20,8 % 10-19 години, 17,7% 20-29 години, 18 % 30-44 години, 11,1% 45-64 и 3,7 % са с над 65-годишна възраст (1997).

## Галерия
- Улица водеща към Старата част на града
- Тясна улица в Старата част на града
- Насър джамия, възстановена през 1935 година (отвътре)
- Часовникова кула, разположена в центъра на града
- Останки от древността в жилищен район
- Наблус през 1898 година
- Наблус през 1998 година
- Контролен пункт в Наблус

## Побратимени градове
| - – Лил, Франция - – Дъблин, Ирландия - – Комо, Италия - – Флоренция, Италия - – Тоскана, Италия | - – Познан, Полша - – Рабат, Мароко - – Ставангер, Норвегия - – Хасавюрт, Русия - – Дънди, Шотландия |  |